# كوتاماكو وطن باتاماريبا
كوتاماكو وطن باتاماريبا هو موقع ثقافي معين كموقع للتراث العالمي من قبل اليونسكو يقع في شمال توغو. تتسم هذه المنطقة بمنازل تقليدية على شكل أبراج ترابية والتي أصبحت رمزاً لتوغو. وتمتد على مساحة 50000 هكتار.

## معرض صور

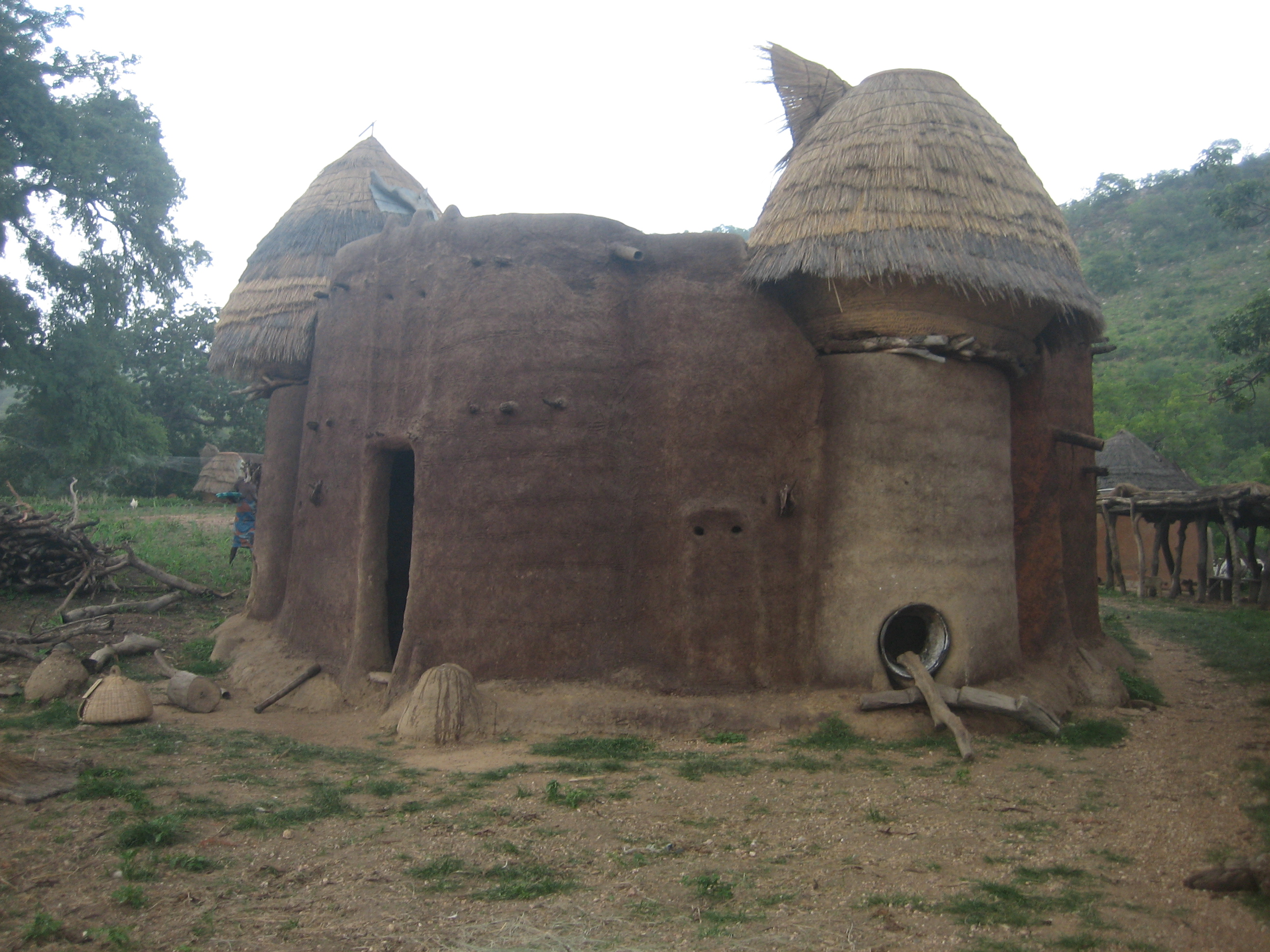
منزل توغو تابرما
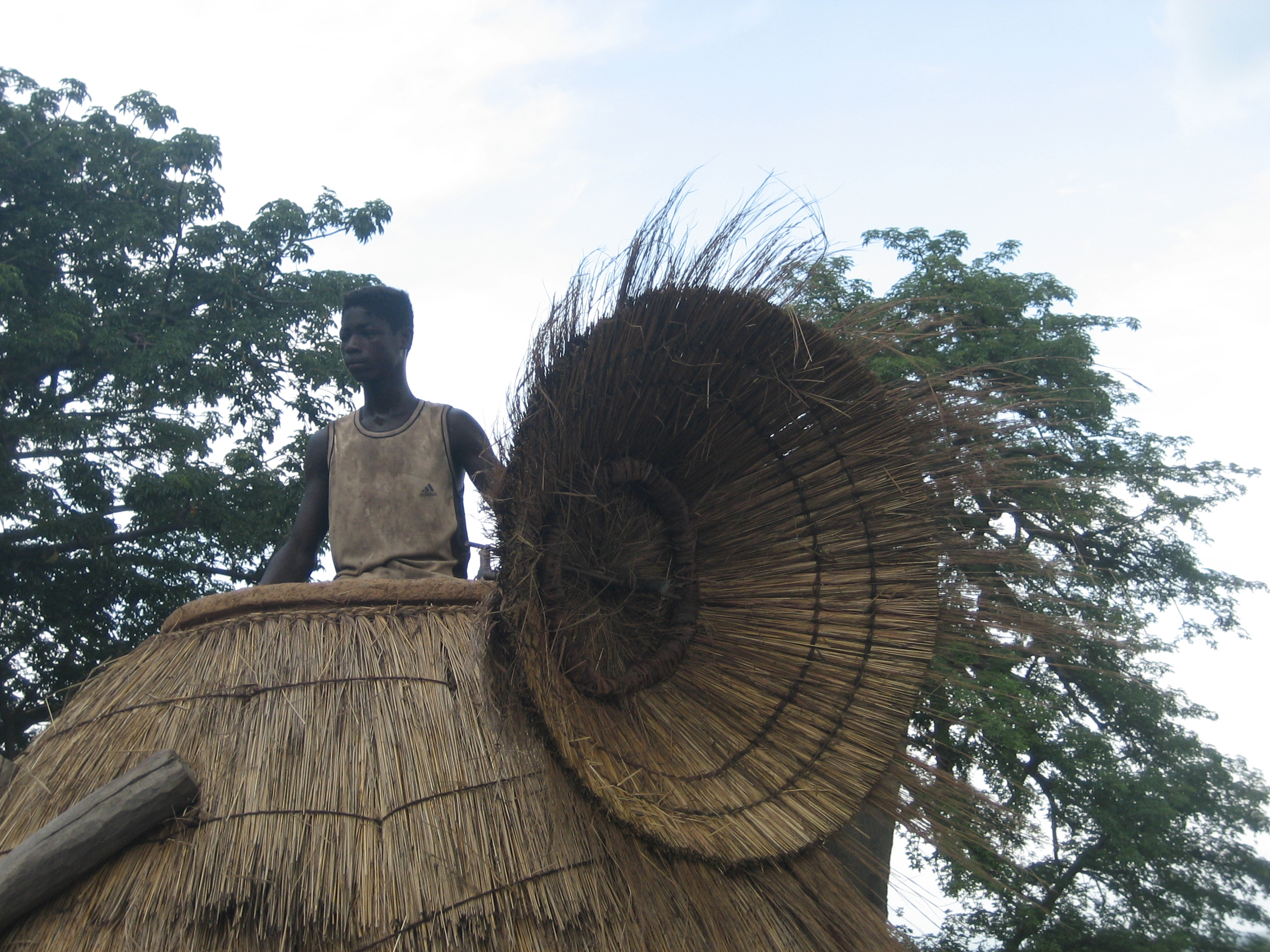
قمة منزل توغو تابرما
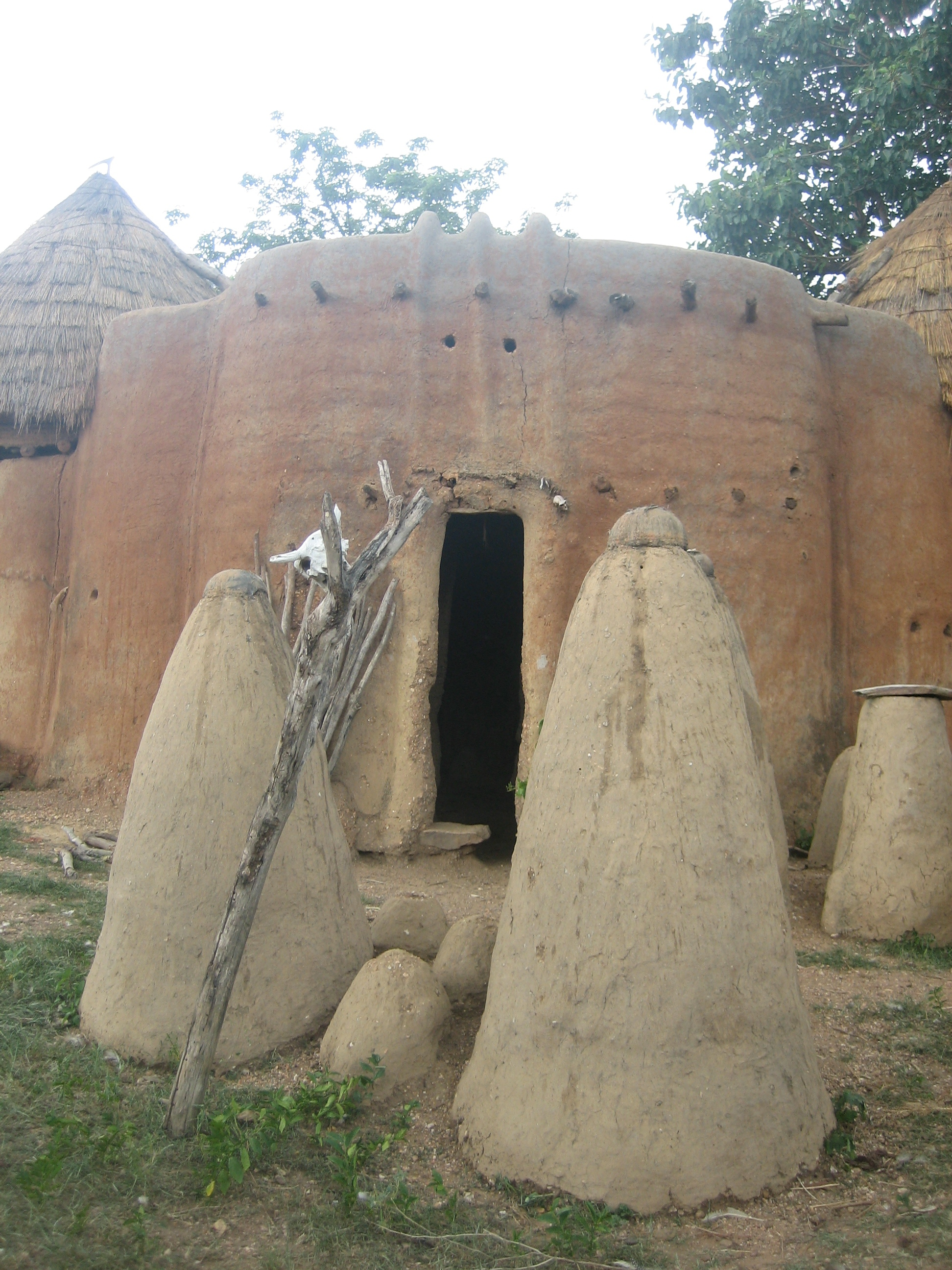
مدخل منزل توغو تابرما
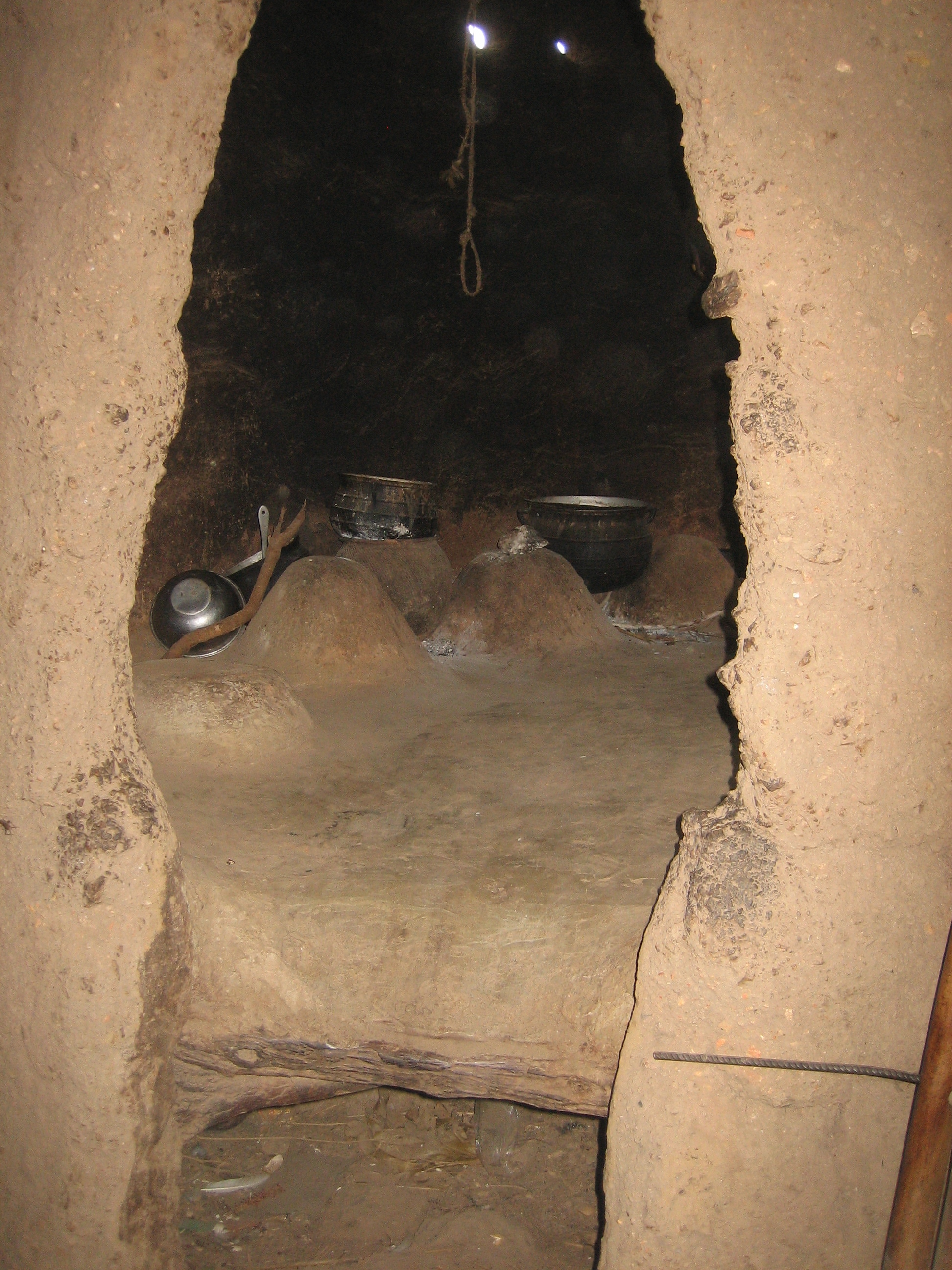
منزل توغو تابرما
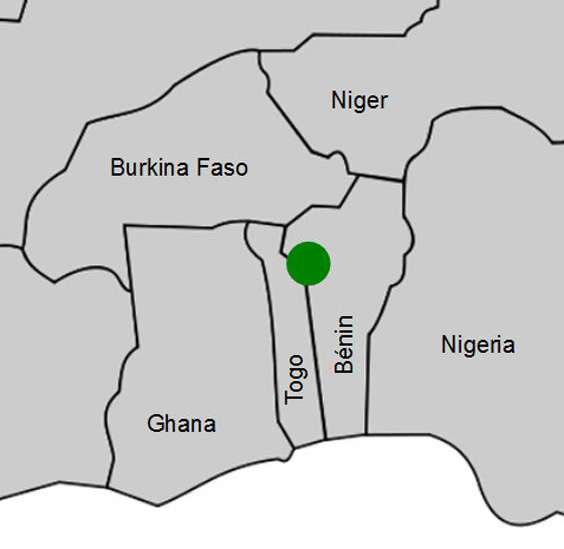
الموقع على الخريطة